# 刺柄雙蓋蕨
刺柄雙蓋蕨（学名：Diplazium virescens）为蹄蓋蕨科雙蓋蕨屬下的一个种。

## 扩展阅读
- 維基物種上的相關：刺柄雙蓋蕨